# Paul Herbiet
Paul Herbiet (Marche-en-Famenne, 13 september 1906 - 13 januari 1993) was een Belgisch volksvertegenwoordiger en senator.

## Levensloop
Herbiet was een zoon van Charles Herbiet (1879) en van Marie Lagneau (1876). Hij promoveerde tot doctor in de rechten en werd advocaat.
In 1938 werd hij gemeenteraadslid van Luik en bleef dit tot in 1970. Hij was ook provincieraadslid van 1946 tot 1958.
In 1958 werd hij verkozen tot PSC-volksvertegenwoordiger voor het arrondissement Luik en vervulde dit mandaat tot in 1965. Hij werd vervolgens gecoöpteerd senator en bleef dit tot in 1971.
Hij werd lid en was in 1969 voorzitter van het Benelux-parlement. Hij was van 1950 tot 1959 en van juli tot september 1965 tevens voorzitter van de Waalse vleugel binnen de Christelijke Volkspartij.